# Nærøysund
Nærøysund is een  gemeente in de Noorse provincie Trøndelag. De gemeente ontstond per 1 januari 2020 door de fusie van de vroegere gemeenten Nærøy en Vikna. De nieuwe gemeente telde 9.623 inwoners in 2020.

## Plaatsen in de gemeente
- Kolvereid
- Rørvik
- Foldereid

Åfjord · Flatanger · Frosta · Frøya · Grong · Heim · Hitra · Holtålen · Høylandet · Inderøy · Indre Fosen · Leka · Levanger · Lierne · Malvik ·  Melhus · Meråker · Midtre Gauldal · Nærøysund · Namsos · Namsskogan · Oppdal · Orkland · Ørland · Osen · Overhalla · Rennebu · Rindal · Røros · Røyrvik · Selbu · Skaun · Snåsa · Steinkjer · Stjørdal · Trondheim · Tydal · Verdal

Fylker van Noorwegen